# Nitrofurany
Nitrofurany, pochodne nitrofuranu – grupa organicznych związków chemicznych zawierających w swojej strukturze szkielet nitrofuranu (furanu z przyłączoną grupą nitrową), stosowanych jako leki bakteriobójcze o dość szerokim spektrum działania.
Różnią się między sobą farmakokinetyką, farmakodynamiką. Są stosowane w zakażeniach układu moczowego i przewodu pokarmowego, a niekiedy zewnętrznie.
Mechanizm działania bakteriobójczego tych leków nie jest do końca wyjaśniony. Prawdopodobnie ulegają redukcji w komórce bakteryjnej do toksycznych dla tej komórki metabolitów. Związki te prawdopodobnie rozfragmentowują DNA bakteryjny.
Leki należące do tej grupy:
- nitrofurantoina
- furazydyna
- furazolidon
- nifuroksazyd
- nifurzyd
- nitrofural